# Zamach na Bolesława Bieruta i Konstantego Rokossowskiego
Zamach na Bolesława Bieruta i Konstantego Rokossowskiego − nieudany zamach z 10 września 1950 roku na prezydenta Bolesława Bieruta i marszałka Polski Konstantego Rokossowskiego przygotowany przez oddział konspiracyjny Rysia. Zamachowcy planowali zabić Bieruta w Lublinie, w czasie obchodów dożynek. Zamach nie doszedł do skutku, gdyż kilka dni przed operacją zamachowców aresztowano, a następnie skazano na śmierć.